# Vallåringen
Vallåringen, en kulturminnesmärkt sten belägen i Björnarp, Eriksberg utanför Herrljunga.
Enligt en lokal sägen hotade en trollpacka att kasta sten på kyrkklockorna. Byborna gömde då klockorna i en vattenhåla kallad "Klockehölj". Stenen trollpackan kastade mot kyrkan missade målet och hamnade i närheten. Idag kallas platsen där stenen ligger "Vallåringen".